# 주링허우 세대
주링허우 세대(九零后世代, 영어: post-90s, post-90 generation)는 중국에서 1990년대 출생한 세대로 2기 소황제 세대라 불린다. 주링허우 세대는 이제 막 구직활동을 통해 사회에 진입해 사회생활을 본격적으로 시작하고 있는 세대로서 새로운 시대의 사회 변화에 적응하며 중국의 미래를 개척해나가고 있다. 중국 인구의 15%를 차지하며 중국시장에서의 영향력이 크다.

## 특징
해외 브랜드에 대한 선호도가 강하고 개성이 뚜렷하며 패션, 화장품, IT 제품에 관심이 많다. 인터넷의 발달과 함께 성장해 인터넷을 통한 정보 검색이 익숙한 세대다. 또한 보수적인 기성세대와 달리, 진취적이고 개방적이며 시대 조류에도 민감하다.티베트 유혈사태로 형성된 국제사회의 반(反) 중국 분위기와 베이징올림픽 보이콧 움직임 등에 맞섰다. 또한 인터넷과 집단행동을 통해 올림픽 개최 옹호에 앞장서기도 하다. 그러나 주로 외아들, 외동딸로 태어나 과보호로 인해 연약하며, 개인주의적 성향이 심하다. 절약보다는 적절한 소비와 자신을 위한 취미 생활을 통해 자신의 삶을 즐기는 것을 추구하며 자아와 가치관 추구에 대한 강한 욕구를 보여주기 때문에 새로운 소비계층으로 점점 두각을 나타낸다.

## 성향

### 따이꼬우(代购)
보통 한국과 중국을 오가며 원하는 물건을 대리구매해주는 따이공(代工)이라고 한다. 한류 열풍으로 중국에서 한국 제품의 인기가 많아진 이유로는 인터넷 세대인 주링허우의 입김이 거세게 작용했다고 볼 수 있다. 한류의 열풍에 가장 많이 영향을 받는 중국의 주링허우 세대는 따이꼬우, 즉 구매대행을 통해 가방이나 고급 화장품, 미용제품을 많이 소비한다. 이처럼 이들은 현재 삶을 즐기며 작은 사치를 향유할 수 있는 소비에 많은 투자를 하고 있다.

### 하이타오(海淘)
하이타오(海淘)족은 해외 직구족을 뜻하는 말로 인터넷 사용에 능숙한 주링허우들은 따이꼬우 외에도 해외 직구를 통해 원하는 물건을 구매하기도 한다. 중국 최대 모바일 결제서비스업체 즈푸바오(支付宝)의 ‘5·1’ 노동절 연휴 보고서에 따르면 올해 노동절 연휴 사흘간 중국인의 해외소비에서 주링허우의 소비가 두각을 나타냈다고 한다. 또한 올해 처음으로 즈푸바오를 사용해 해외소비를 하는 주링허우의 수가 빠링허우를 넘어섰다는 결과를 통해 주링허우가 해외소비시장의 주요 세력으로 부상했음을 확인할 수 있다.

### 하이구이(海归)
중국에서는 해외 유학 후 귀국하는 하이구이(海归) 열풍이 불면서 본토에 인재들이 많아지고 있다. 하이구이(海归)란 ‘바다에서 돌아오다’라는 뜻으로 유학생이 외국 유학을 갔다가 다시 귀국해 취업하는 경우를 말한다. ‘바다거북이’를 의미하는 하이구이(海龟) 역시 발음이 비슷해 하이구이(海归) 와 같이 유학파를 의미한다. 최근 중국 정부는 해외 선진국에서 활동하는 고급인재들을 유치하려는 ‘청년천인계획(千人计划)’의 일환으로 중국 대학에서 주링허우를 교수로 영입하고 있어 젊은 교수들이 많아지고 있다. 이처럼 파격적인 정부의 정책으로 하이구이들에게 많은 혜택이 주어지고 있기 때문에 해외고급인재들이 중국으로 귀국해 국가의 발전을 위해 다양한 방면에서 힘쓰고 있다.

## 창업
최근 주링허우의 가장 큰 관심사는 바로 ‘창업’이다. 인터넷에 익숙하고 최신 IT 제품에 관심이 많은 주링허우들은 샤오미, 레노버, 바이두, 텐센트를 탄생시키며 ‘중국의 실리콘밸리’라고 불리는 베이징의 중관촌(中關村)에서 창업을 주도하는 핵심 세력으로 자리 잡으며 중국 내 새로운 바람을 일으키고 있다. 컴퓨터와 인터넷이 보편화되어 스마트폰 사용률이 높은 정보화시대에서 성장해온 만큼 주링허우 생활의 대부분은 인터넷과 밀접한 관련을 갖고 있는데 이들은 인터넷을 이용해 자신의 취미나 여가 활동을 창업으로까지 발전시켜 졸업 후 취업시장에 뛰어드는 대신 인터넷 기반 창업 열풍을 선도하며 사회 주축 세력으로 떠오르며 창업의 문턱을 크게 낮췄다. 이들은 규범에 따라야하는 전통적인 위계 제도보다는 고유의 독창적인 사고방식을 통해 민주적으로 협상할 수 있는 소통 방식을 선호하며 자신의 생각을 마음껏 펼칠 수 있는 창업을 통해 서로 소통하며 자신의 꿈을 쫓아 능력을 발전시켜나가고 있다.

## 같이 보기
- 홍위병 - 주링허우 세대는 제2의 신세대 홍위병들인 샤오펀홍의 시초
- 샤오펀홍(小粉紅, en:Little Pink)
- 문화대혁명
- 분서갱유
- 우마오당
- 훙커(레드 해커)
- 왕터
- 중화주의
- 황금방패
- 애스트로터핑
- 웹 브리게이즈(영어판) - 러시아판 우마오당
- 사쿠라 (일본)(일본어판) - 일본판 바람잡이
- 프로시민(일본어판) - 일반시민을 가장한 바람잡이
- 클릭사기
- 클릭 농장(클릭 팜)
- 클릭당 지불(PPC)